# Krankheitsprävention
Krankheitsprävention (kurz: Prävention) versucht, den Gesundheitszustand der Bevölkerung, von Bevölkerungsgruppen oder einzelner Personen zu erhalten, zu verbessern oder gesundheitlichen Problemen vorzubeugen. Das entsprechende Teilgebiet der Medizin wird als Präventivmedizin bezeichnet. Insbesondere in der Zahnmedizin,  Onkologie und der Gesundheits- und Krankenpflege wird synonym zu Prävention der Begriff Prophylaxe verwendet (von altgriechisch προφυλάσσω prophylásso, deutsch ‚von vornherein ausschließen‘); so zum Beispiel die vom Deutschen Netzwerk für Qualitätsentwicklung in der Pflege entwickelten Nationalen Expertenstandards zur Förderung der Pflegequalität.
Zentrale Strategie der Prävention ist es, die Auslösefaktoren von Krankheiten zurückzudrängen oder ganz auszuschalten. In der Regel wird Prävention damit nicht nur als Aufgabe der Medizin verstanden, sondern erfolgt interdisziplinär unter Mitwirkung von Psychologie, Soziologie und Pädagogik. Präventive Maßnahmen sind langfristig angelegt und zielen auf langfristige Veränderungen der Einstellung, des Erlebens und des Verhaltens.
Medizinische Präventionsmaßnahmen sind sowohl ethisch-normativ wie auch ökonomisch begründet: Individuelles Leid soll so weit wie möglich verhindert, die Lebensqualität der Menschen verbessert und das Leben selbst verlängert werden. Gleichzeitig soll Prävention die (individuellen wie gesamtgesellschaftlichen) ökonomischen Lasten für dann unnötig gewordene Krankenbehandlungen verringern.

## Arten von Prävention
Präventionen können auf verschiedene Weise gegliedert werden:
- Primäre, sekundäre und tertiäre Prävention: Gliederung der WHO nach dem Zeitpunkt der Prävention.[2]
- Universelle, selektive und indizierte Prävention: Neuere Gliederung von Gordon (1983) nach der Zielgruppe.[3] Diese Unterscheidung wurde für das Institute of Medicine (IOM) im Rahmen des Continuum of Care-Model von Mrazek und Haggerty (1994) eingeführt.[4]
- Verhaltensprävention und Verhältnisprävention: Gliederung nach dem Ansatzpunkt der Intervention.[5] Es gab zahlreiche andere Bezeichnungen, die inhaltlich zum Teil leicht anders akzentuiert sind.[6]

Zwischen diesen Einteilungen kann man aber auch gewisse Überschneidungen finden.

## Abgrenzung
Vom Begriff der Prävention zu unterscheiden ist der Begriff der Gesundheitsförderung, der erheblich jünger ist (Ottawa-Charta der WHO, 1986). Während es bei der Prävention um die Verringerung und Vermeidung von Risikofaktoren geht, will die Gesundheitsförderung vor allem die Schutzfaktoren erhöhen und die gesundheitlichen Lebensbedingungen stärken (inkl. seiner ökonomischen, kulturellen, sozialen, bildungsmäßigen und hygienischen Aspekte). Das salutogenetische Modell von Antonovsky geht davon aus, dass es ein Kontinuum gibt, dessen Pole Gesundheit und Krankheit sind, das so genannte G/K-Kontinuum.
- Prävention zielt darauf ab, dass sich die Position des Individuums auf dem Kontinuum nicht nach rechts in Richtung Krankheit verschiebt. Grundsatzfrage ist: Was macht krank? (Pathogenese).
- Gesundheitsförderung ist darauf ausgerichtet, die Position des Individuums nach links in Richtung Gesundheit zu verschieben. Grundsatzfrage ist: Was hält gesund?  (Salutogenese)

Prävention und Gesundheitsförderung ergänzen sich und haben als gemeinsames Ziel, die Gesundheit zu verbessern und zu erhalten.

## Unterscheidung nach dem Zeitpunkt (Caplan)
Krankheitsprävention setzt normalerweise vor dem Auftreten einer Erkrankung ein und unterscheidet sich dadurch von der Kuration oder der Therapie. Gerald Caplan unterschied bereits 1964 drei Arten der Prävention (Primär-, Sekundär- und Tertiärprävention). Marc Jamoulle ergänzte dieses Konzept 1986 um das der Quartärprävention.

### Primärprävention
Primärprävention setzt vor Eintreten der Krankheit ein und zielt darauf ab, eine Erkrankung von vornherein zu verhindern. Die Primärprävention richtet sich an Risikogruppen, Gesunde und Personen ohne Krankheitssymptome. Beispiele für Primärprävention sind schulische (Setting-)Maßnahmen zur Ernährung, Bewegung, Stressbewältigung oder Suchtprävention. Auch Impfungen werden häufig zur Primärprävention gezählt (teilweise auch zur Sekundärprävention). Von der Primärprävention kann nach Caplan noch die primordiale Prävention abgegrenzt werden, die noch früher einsetzt. Bei ihr geht es darum, bereits dem Auftreten von Risikofaktoren vorzubeugen.

### Sekundärprävention
Sekundärprävention setzt im Frühstadium einer Krankheit an. Sie dient der Früherkennung von Krankheiten und der Eindämmung ihres Fortschreitens (Progredienz) oder der Chronifizierung der Erkrankung. Oft ohne eine für die Betroffenen wahrnehmbare Krankheitssymptomatik hat der pathogenetische Prozess hier bereits seinen Anfang genommen. Zielgruppe sind Personen, die zwar als Gesunde oder Symptomlose an der Präventionsmaßnahme teilnehmen, durch die diagnostische Maßnahme aber zu Patienten werden. Beispiele sind die Massen-Screenings im Bereich Brustkrebs oder Darmkrebs, aber nach Hurrelmann auch Programme für Jugendliche, die bereits Kontakt zu Drogen hatten, um eine Abhängigkeit oder Sucht zu verhindern. Beispiel ist hierfür z. B. die BZgA-Kampagne „Alkohol? Kenn dein Limit“.

### Tertiärprävention
Tertiärprävention findet nach einer Akutbehandlung oder der Manifestation einer Erkrankung statt. Mit ihr sollen Folgeschäden und Rückfälle verhindert werden. Sie richtet sich an Patienten mit chronischen Beeinträchtigungen und an Rehabilitanden. Ein Beispiel ist hier die Verhinderung von Nierenversagen bei insulinpflichtigem Diabetes. Der Begriff der Tertiärprävention deckt sich weitgehend mit dem der Rehabilitation, wenn dieser auf ganze Populationen angewandt wird.

### Quartärprävention
Die Quartäre Prävention hat die Verhinderung von unnötiger Medizin und von Übermedikation zum Ziel nach dem Prinzip des „primum non nocere“. Insbesondere ältere Menschen sind infolge von Multimedikation betroffen.

### Andere Bezeichnungen
Die Begriffe und Bezeichnungen schwanken. Korte sprach beispielsweise auch von Prävention, Intervention, Postvention.

### Übersicht
In einer tabellarischen Übersicht mit den Dimensionen „persönlich“ (Patient, Klient, Ratsuchender) und „fachlich“ (Arzt, Therapeut, Berater) lassen sich die vier Bereiche der Prävention wie folgt darstellen:
| Arten der Prävention | Arten der Prävention | Arten der Prävention | Fachliche Seite                                                                   | Fachliche Seite                                                               |
| Arten der Prävention | Arten der Prävention | Arten der Prävention | Krankheit                                                                         |                                                                               |
| Arten der Prävention | Arten der Prävention | Arten der Prävention | nicht vorhanden                                                                   | vorhanden                                                                     |
| Persönliche Seite    | Gesundheits- störung | nicht vorhanden      | Primäre Prävention (Gesundheitsstörung nicht vorhanden Krankheit nicht vorhanden) | Sekundäre Prävention (Gesundheitsstörung nicht vorhanden Krankheit vorhanden) |
| Persönliche Seite    | Gesundheits- störung | vorhanden            | Quartäre Prävention (Gesundheitsstörung vorhanden Krankheit nicht vorhanden)      | Tertiäre Prävention (Gesundheitsstörung vorhanden Krankheit vorhanden)        |

## Unterscheidung nach Ansatzpunkten der Intervention (Ernst von Kardorff, 1995)
Bei der Krankheitsprävention gibt es sowohl universelle Strategien, die versuchen, flächendeckend Risiken zu minimieren (Impfungen), als auch zielgruppenspezifische Ansätze (mit meist risikobezogener Zielgruppenauswahl). Eine weitere Unterscheidung ist beim Ansatz von präventiven Maßnahmen gegeben. Kardorff (1995) unterscheidet zwischen Verhaltens- und Verhältnisprävention. Hierbei handelt es sich um unterschiedliche Ansätze, um Veränderungen zu erreichen:
Die Verhaltensprävention (auch personale Prävention genannt) nimmt Einfluss auf das individuelle Gesundheitsverhalten oder den individuellen Gesundheitszustand. Durch Aufklärung oder Information, Stärkung der Persönlichkeit, oder auch Sanktionen, soll der Einzelne dazu motiviert werden, Risiken zu vermeiden.
- Beispiel: Auf der Zigarettenschachtel steht: „Rauchen gefährdet die Gesundheit“.

Die Verhältnisprävention (auch strukturelle Prävention genannt) hingegen nimmt Einfluss auf Gesundheit bzw. Krankheit, indem sie Veränderungen der Lebensbedingungen der Menschen anstrebt (Arbeit, Familie, Freizeit oder auch Umweltbedingungen), um diese möglichst risikoarm zu gestalten.
- Beispiel: Das Rauchen in den Gaststätten ist verboten.

## Methoden der Prävention

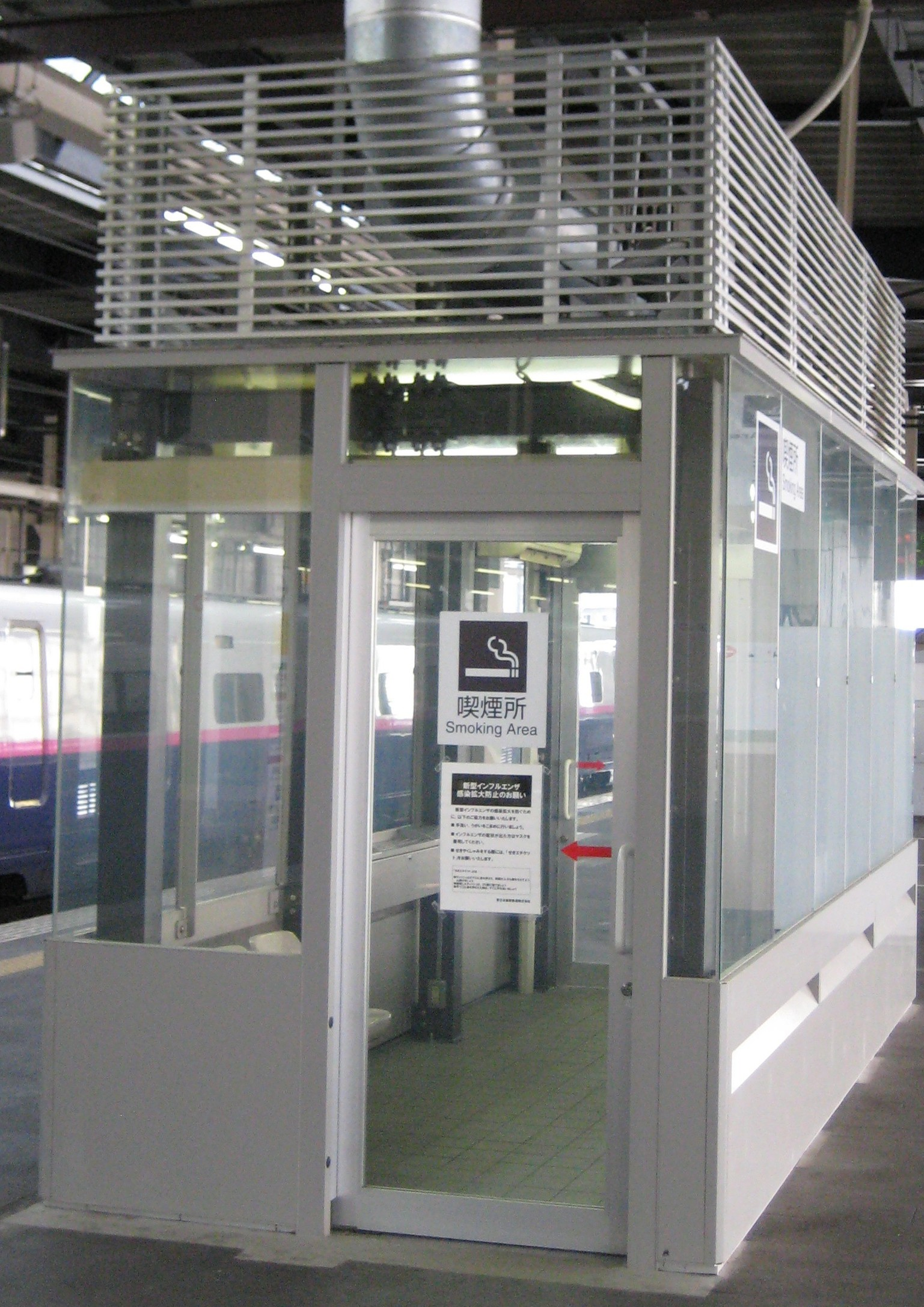
Nichtraucherschutz: Abgekapselter Raucherraum auf einem japanischen Bahnhof – Luftabsaugung auf dem Dach

Im Wesentlichen lassen sich alle Präventionsmethoden auf folgende Methoden zurückführen:
- Stärkung der Motivation und der Gesundheitskompetenz der Menschen mit dem Ziel gesundheitsschädliches Verhalten zu reduzieren und gesundheitsförderliches Verhalten zu stärken.
- Maßnahmen des Gesetzgebers, um mit Hilfe von Gesetzen und Vorschriften, sowie entsprechenden Sanktionsmaßnahmen, präventives Verhalten durchzusetzen.
- Ökonomische Anreiz- und Bestrafungssysteme, mit denen das Verhalten des Einzelnen und die Verhältnisse präventiv beeinflusst werden sollen.

## Organisationen in Deutschland
(Auswahl)
- Berufsverband deutscher Präventologen
- Bundesministerium für Gesundheit (Deutschland)[12]
- Bundesvereinigung Prävention und Gesundheitsförderung
- Bundeszentrale für gesundheitliche Aufklärung
- Deutsche Gesellschaft für Nährstoffmedizin und Prävention
- Deutsche Gesellschaft für Sozialmedizin und Prävention
- Deutsche Rentenversicherung
- Spitzenverband Bund der Krankenkassen[13]
- Wissenschaftliches Institut für Prävention im Gesundheitswesen

## Ausbildung und Studium
Krankheitsprävention ist ein Teilgebiet der Medizin (Präventivmedizin), betrifft aber auch gesellschaftliche und rechtliche Rahmenbedingungen. Seit 2016 wird an der Zürcher Hochschule für Angewandte Wissenschaften ein Bachelorstudiengang in Gesundheitsförderung und Prävention angeboten. Die interdisziplinäre Ausbildung behandelt die Frage, wie die Gesundheit der Bevölkerung mit präventiven und gesundheitsfördernden Maßnahmen erhalten bleiben kann.